# حافظ على حقك (فلم)
حافظ على حقك (بالفرنسية: Soigne ta droite) فيلم دراما، كوميدي، فانتازيا فرنسي لعام 1987 للمخرج جان لوك جودار، من بطولة جين بيركين، ودومينيك لافانانت، وبولين لافونت. الفيلم عن أمير أحمق وفنانة تدعى وريتا ميتسوكو التي تسجل ألبومًا جديدًا.

## طاقم التمثيل
- جين بيركين: في دور السيجال (الآنسة بيركن)
- دومينيك لافانانت: في دور زوجة الأميرال
- بولين لافونت: في دور لاعبة الجولف
- جان لوك غودار: في دور الأحمق والأمير
- جاك فيليريه: في دور الفرد
- إيفا دارلان: في دور المسافرة
- إيزابيل سادويان: في دور الجدة
- كارينا بارون: في دور الأمريكية
- كاثرين هوساي: في دور المضيفة الأولى
- آني سينيك: في دور المضيفة الثانية
- إلويز بون: في دور الأم
- لورانس ماسليا: في دور العاشق النمطي

بالاشتراك مع: أنيس سورديلون - ميليسا شارتييه - فاليري مورات - فرانسوا بورييه ميشيل جالابرو.

## ملخص أحداث الفيلم
قام جان لوك جودار بكتابة وإخراج هذه الكوميديا الشاذة. يظهر كمصور سينمائي متلعثم يسقط علب الأفلام أثناء هروله إلى العرض، ويصعد هو وآخرون على متن طائرة يقودها طيار يقرأ كتابًا للمساعدة الذاتية عن الانتحار. يصاحب السرد الفلسفي مشاهد من الصور المتكررة. يتم استخدام رجل يرقص مع امرأة، وأثر بخار لطائرة نفاثة على السماء، ورجل ميت بسكين ضخم في بطنه جنبًا إلى جنب مع باب زجاجي يصطدم بوجه فتاة صغيرة.

## استقبال الفيلم
كتب آيه سكوت في صحيفة نيويورك تايمز: «جزء فنتازيا وجزء ساخر وجزء جدل عالمي، بالإضافة إلى ازدحام حضارة في حركة متهورة، سخيف ومدمر للذات. كان هذا الفيلم أحد الوثائق العظيمة في عصره، لكن نظرته المروعة للانحطاط والمادية قد عفا عليها الزمن إلى حد ما. ما زلنا نجلس في زحمة السير، لكننا اعتدنا على ذلك، وكذلك السيد جودار، الذي يبدو الآن أنه يعتبر أوهام الذات البرجوازية التي أخذها على عاتقه بالهجوم أمرًا مفروغًا منه».
كتبت جيري كوفمان من موقع بلو راي Blu-ray: «جودار لا يكشف أسراره عن طيب خاطر، لكن له لمعان سطحي يحمل الفيلم من خلال جولاته التي لا يمكن تفسيرها في كثير من الأحيان. ليس لدي أدنى فكرة عن أهداف جودار النهائية في هذا الفيلم. يمكنني المخاطرة بتخمين جيد أو اثنين، لكن تخميناتك قد تكون مختلفة تمامًا وصحيحة تمامًا، وهذا، في اعتقادي، هو بالضبط ما يحاول جودار قوله».
كتب موقع تايم أوت: "لطالما كانت العلاقة بين جودار وجمهوره هي علاقة المعلم والتلميذ، مع جودار الأستاذ صاحب المزاج السيء دائمًا. دور جودار هنا هو مخرج أفلام، يُشار إليه باسم "الأبله"، الذي سينتقل إليه أي قمامة. يتألف الفيلم من سلسلة من "الحزورات" التي لا تصل أبدًا إلى حل وسط بين المبالغة في الوضوح والغموض.
منح موقع الطماطم الفاسدة الفيلم تقييم مقداره 33% بناء على آراء 6 نقاد سينمائيين.

## روابط خارجية
- حافظ على حقك على موقع IMDb (الإنجليزية)
- حافظ على حقك على موقع روتن توميتوز (الإنجليزية)
- حافظ على حقك على موقع نتفليكس (الإنجليزية)
- حافظ على حقك على موقع ألو سيني (الفرنسية)
- حافظ على حقك على موقع Turner Classic Movies (الإنجليزية)
- حافظ على حقك على موقع أول موفي (الإنجليزية)
- حافظ على حقك على موقع فيلمافينيتي (الإسبانية)
- حافظ على حقك على موقع قاعدة بيانات الفيلم (الإنجليزية)
- حافظ على حقك على موقع ليتربوكسد (الإنجليزية)
- حافظ على حقك على موقع كينوبويسك (الروسية)